# Reclusão
Dá-se o nome de reclusão a um tipo de pena ou atitude privativa de liberdade. Esta privação pode ser de caráter estatal, ou seja, processos judiciais perante a constituição de determinado país, estado ou cidade ou pode ser privação escravista que não respeite as leis humanas.
No ponto de vista social, existe a reclusão espontânea, que ocorre quando um sujeito, por questões religiosas, sociais, morais ou individuais, resolve recluir-se por determinado período de tempo, ou do ponto de vista mental, quando uma pessoa, que comprovadamente apresenta distúrbio que a impossibilita da convivência social com outros indivíduos, seja por sua violência ou periculosidade, é forçada a recluir-se. 
No ponto de vista penal e jurídico, a pena de reclusão difere da pena de detenção na forma da atitude criminal, na ocorrência ou não de processo de flagrante, ou no período de tempo a ser cumprida.
Geralmente a reclusão é aplicada em processos de captura de suspeitos e é adotada como medida anterior ao julgamento quando a situação do suspeito permite à polícia ou órgão de Justiça realizá-la. São exemplos, a prisão em flagrante, o mandado de busca e apreensão e o mandado de prisão.

## Na legislação brasileira
O Art. 33 do Código Penal Brasileiro preceitua que a pena de reclusão deve ser cumprida em regime fechado, semiaberto ou aberto. A de detenção, em regime semiaberto ou aberto, salvo necessidade de transferência a regime fechado.
Considera-se:
- Regime fechado: a execução da pena em estabelecimento de segurança máxima ou média, uma cadeia mais especificamente;

- Regime semiaberto: a execução da pena em colônia agrícola, industrial ou estabelecimento similar;

- Regime aberto: a execução da pena em casa de albergado ou estabelecimento adequado. O cidadão ainda está livre, mas precisará prestar contas de sua rotina à justiça e usar um dispositivo que indique sua localização.